# Storbritanniens Grand Prix 1998
Storbritanniens Grand Prix 1998 var det nionde av 16 lopp ingående i formel 1-VM 1998.

## Rapport
Michael Schumacher chockade formel 1-världen genom att vinna i depån. Han hade fått ett stop and go-straff för omkörning under gulflagg men tog straffet efter målgång! Han klarade sig undan, till McLarens stora förtret, med 10 sekunders tidstillägg. De hade hoppats på en diskvalificering vilket hade inneburit att Mika Häkkinen hade vunnit istället för att bli tvåa. Nu krympte därför avståndet i VM-tabellen mellan de båda till endast två poäng.

## Resultat
1. Michael Schumacher, Ferrari, 10 poäng
2. Mika Häkkinen, McLaren-Mercedes, 6
3. Eddie Irvine, Ferrari, 4
4. Alexander Wurz, Benetton-Playlife, 3
5. Giancarlo Fisichella, Benetton-Playlife, 2
6. Ralf Schumacher, Jordan-Mugen Honda, 1
7. Jacques Villeneuve, Williams-Mecachrome
8. Shinji Nakano, Minardi-Ford
9. Toranosuke Takagi, Tyrrell-Ford

### Förare som bröt loppet
- Jean Alesi, Sauber-Petronas (varv 53, elsystem)
- Pedro Diniz, Arrows (45, snurrade av)
- Olivier Panis, Prost-Peugeot (40, snurrade av)
- Rubens Barrichello, Stewart-Ford (39, snurrade av)
- Jos Verstappen, Stewart-Ford (38, motor)
- David Coulthard, McLaren-Mercedes (37, snurrade av)
- Jarno Trulli, Prost-Peugeot (37, snurrade av)
- Ricardo Rosset, Tyrrell-Ford (29, snurrade av)
- Esteban Tuero, Minardi-Ford (29, snurrade av)
- Johnny Herbert, Sauber-Petronas (27, snurrade av)
- Mika Salo, Arrows (27, gasspjäll)
- Heinz-Harald Frentzen, Williams-Mecachrome (15, snurrade av)
- Damon Hill, Jordan-Mugen Honda (13, snurrade av)

## VM-ställning
| Förarmästerskapet 1. Mika Häkkinen, McLaren-Mercedes, 56 2. Michael Schumacher, Ferrari, 54 3. David Coulthard, McLaren-Mercedes, 30 | Konstruktörsmästerskapet 1. McLaren-Mercedes, 86 2. Ferrari, 83 3. Benetton-Playlife, 32 |